# پلا دی ایستانی
پلا دی ایستانی (به اسپانیایی: Pla de l'Estany) یک منطقهٔ مسکونی در اسپانیا است که در استان خیرونا واقع شده‌است. پلا دی ایستانی ۲۶۲٫۸ کیلومتر مربع مساحت و ۳۱٬۵۵۴ نفر جمعیت دارد.